# Ізабелла Хантінгдонська
Ізабелла Хантінгдонська (англ. Isobel of Huntingdon; близько 1199-1251) — шотландська аристократа, дочка шотландського принца Давида, графа Гантінґдона від шлюбу з Матільдою Честерською.
Ізабелла походила з Данкельдської династії, яка правила Шотландією з XI століття. Її батьком був англо-шотландський магнат Давид (1152—1219), Граф Гантінґдон і лорд Гаріоха, один із синів шотландського принца Генріха, молодший брат шотландських королів Малькольма IV і Вільгельма I Лева. Давид мав володіння як в Англії, так і в Шотландії, і грав помітну політичну роль в обох королівствах. Також він досить вигідно одружився з Матильдою, сестрою графа Честера Ранульфа де Блондевіля. У цьому шлюбі народилося троє синів та чотири доньки. Саме нащадки дочок Давида Гантінґдонського після припинення наприкінці XIII століття Данкельдської династії претендували на шотландський престол, який у 1306 отримав їх нащадок Роберт VI Брюс, що став королем Шотландії під ім'ям Роберта I.

## Біографія
Ізабелла була другою з чотирьох дочок Давида Гантінґдонського та Матільди Честерської. Вона народилася близько 1199. Ще за життя свого батька, який помер у 1219 році, була видана заміж за англо-шотландського барона Роберта (IV) Брюса, 4-го лорда Аннандейла. Роберт (IV) Брюс помер між 1226 і 1230, а опікуном їх малолітнього сина Роберта (V) став його далекий родич Пітер де Брюс, барон Скелтона.
1237 помер брат Ізабелли, Джон, граф Честер. Його спадкоємицями були Ізабелла та її сестри, оскільки Джон був бездітним. Проте англійський король Генріх III вважав інакше тому приєднав графства Честер і Гантінґдон до корони. Разом із сестрами Ізабелла подала до суду, намагаючись отримати належну їй спадщину. В результаті розгляду суду 16 жовтня 1241 року король погодився виділити їй як компенсацію за Честер маєтки Гатфілд і Ріттл в Ессексі й половину сотні в Харлоу. Крім того, вона отримала маєтки Коннінгтон у Гантінгдоні та Екстон у Ратленді.
Померла в 1251 році. Похована в абатстві Сотрі.

## Шлюб та діти
Чоловік: до 1219 Роберт (IV) Брюс, 4-й лорд Аннандейл з 1211/1212.
Діти:
- Роберт (V) де Брюс (близько 1220-31 березня 1295), 5-й лорд Аннандейл з 1226/1233.
- (?) Бернард Брюс.

У деяких джерелах вказувалося, що в цьому шлюбі народилася також дочка Беатріс, проте її батьком насправді був Роберт де Брейвіс.